# Северняк
Северня́к (болг. Северняк) — село в Добрицькій області Болгарії. Входить до складу общини Крушари.

## Населення
За даними перепису населення 2011 року у селі проживали 148 осіб.
Національний склад населення села:
| Національність   | Кількість осіб | Відсоток |
| ---------------- | -------------- | -------- |
| турки            | 141            | 97,9%    |
| болгари          | 0              | 0%       |
| цигани           | 0              | 0%       |
| інша             | 3              | 2,1%     |
| не визначились   | 0              | 0%       |
| Всього відповіли | 144            |          |

Розподіл населення за віком у 2011 році:
Динаміка населення: